# Liste der Bodendenkmale in Lüneburg
In der Liste der Bodendenkmale in Lüneburg sind alle Bodendenkmale der niedersächsischen Gemeinde Lüneburg aufgelistet. Die Quelle ist der Denkmalatlas Niedersachsen. Der Stand der Liste ist der 21. August 2024.

## Allgemein
In den Spalten finden sich folgende Informationen des Bodendenkmales :
- Lage        : geographische Koordinaten
- Bezeichnung : Bezeichnung lt. Denkmalatlas
- Beschreibung: Beschreibung lt. Denkmalatlas
- ID          : Objekt-ID
- Bild        : Bild, ggf. zusätzlich mit Link zu weiteren Fotos im Medienarchiv Wikimedia Commons.

## Häcklingen
| Lage                         | Bezeichnung              | Beschreibung | ID       | Bild |
| ---------------------------- | ------------------------ | --- | -------- | ---- |
| 53° 12′ 23″ N, 10° 24′ 16″ O | Häcklingen 7, Grabhügel  | Rund, Dm. ca. 10 m; H. 0,6 m. Alte Eingrabung in der Mitte. Rand auslaufend, Nord-Rand durch Acker angeschnitten. | 28932519 | BW   |
| 53° 12′ 1″ N, 10° 23′ 47″ O  | Häcklingen 17, Grabhügel | Rund, deutlich abgesetzt, Dm. 16 m, H. 1,3–1,5 m. Stark zerklüftet, zwei rechteckige Schützenlöcher im West-Rand. Im Zentrum ringförmige Eingrabungsspuren (Dm. ca. 5 m) und der Nordost-Rand ist zergraben. Störungen deuten auf Steinentnahme hin. Am Süd-Rand Holzrückspuren.                | 28932521 | BW   |
| 53° 12′ 2″ N, 10° 23′ 40″ O  | Häcklingen 18, Grabhügel | Fast rund. Dm. 16 m; H. 0,8 m. Rand schwach abgesetzt. Im Nord-Bereich eine alte Mulde, die fast bis in das Hügelzentrum reicht. Dm. ca. 6 m. Einige bis faustgroße Granitsteine sichtbar. Von flachen Pflanzfurchen überzogen. Baumstümpfe. Am Südwest-Rand zwei Stücke Leichenbrand geborgen. | 28932523 | BW   |

## Lüneburg
| Lage                         | Bezeichnung                            | Beschreibung | ID       | Bild |
| ---------------------------- | -------------------------------------- | --- | -------- | ---- |
| 53° 15′ 17″ N, 10° 29′ 12″ O | Lüneburg 43, Grabhügel                 | Fast rund, Dm. ca. 13 m; H. ca. 0,7 m. Auf der Kuppe ein rezenter Erdhaufen von ca. 1 m Höhe. Rand auslaufend und geht in den Hang der natürlichen Anhöhe über. Einige faustgroße Steine an der Oberfläche. West-Seite durch Weg angeschnitten. | 28931490 | BW   |
| 53° 15′ 5″ N, 10° 29′ 16″ O  | Lüneburg 45, Grabhügel                 | Oval, Nordnordwest-Südsüdost orientiert, L. 24 m; Br. 19 m; H. nach Westnordwest 1,8 m, nach Ostsüdost 2 m. Rand abgesetzt. Auf der Kuppe mehrere große, muldenförmige Eingrabungen. Eine große Eingrabung vor dem Südost-Rand. Einzelne faustgroße Steine an der Oberfläche. | 28931492 | BW   |
| 53° 15′ 4″ N, 10° 28′ 54″ O  | Lüneburg 46, Grabhügel                 | Fast rund, Dm. 18,5 m; H. 1,2 m. Rand schwach abgesetzt. Einige flache Eingrabungen und wenige kleine Granitsteine. Am Südsüdwest-Rand eine alte Eingrabung. | 28931494 | BW   |
| 53° 14′ 51″ N, 10° 29′ 42″ O | Lüneburg 47, Grabhügel                 | Oval, Nord-Süd orientiert, L. 18,5 m; Br. 15 m; H. 1 m. Rand schwach abgesetzt. Am West-Rand eine alte Eingrabung. Von alten Pflanzfurchen überzogen. | 28931496 | BW   |
| 53° 14′ 54″ N, 10° 29′ 21″ O | Lüneburg 48, Grabhügel                 | Oval, Nord-Süd orientiert, L. 12,5 m; Br. 11 m; H. 0,6 m. Kuppe abgeflacht, Rand auslaufend. Von flachen Pflanzfurchen überzogen. | 28931593 | BW   |
| 53° 14′ 40″ N, 10° 29′ 18″ O | Lüneburg 49, Grabhügel                 | Fast rund, Dm. 14,5 m; H. 0,5 m. Einige flache Eingrabungen. Rand auslaufend. Wenige Granitsteine. | 28931595 | BW   |
| 53° 14′ 36″ N, 10° 29′ 24″ O | Lüneburg 50, Grabhügel                 | Rund, Dm. 12 m; H. 0,9 m. In der Kuppe eine kleine Mulde. Rand abgesetzt. | 28931597 | BW   |
| 53° 14′ 30″ N, 10° 29′ 30″ O | Lüneburg 51, Grabhügel                 | Oval, Ost-West orientiert, L. 14 m; Br. 11 m; H. 1 m. Rand schwach abgesetzt. | 28931599 | BW   |
| 53° 14′ 28″ N, 10° 29′ 39″ O | Lüneburg 52, Grabhügel                 | Fast rund, Dm. 18,5 m; H. 1,2 m. Nordnordost-Südsüdwest orientierter alter Grenzgraben und wenige flache Eingrabungen. | 28931601 | BW   |
| 53° 14′ 28″ N, 10° 28′ 20″ O | Lüneburg 53, Grabhügel                 | Fast rund, Dm. 23,5 m; H. 1,6 m. Rand abgesetzt. Nach Südsüdwesten, Südosten und Norden Granitfindlinge. Nach Nordnordwesten ein loser Steinhaufen. | 28931603 | BW   |
| 53° 14′ 13″ N, 10° 26′ 33″ O | Lüneburg 54, Grabhügel                 | Fast rund, Dm. 23 m; H. 1,3 m. Kuppe abgeflacht, Rand auslaufend. Wenige flache Mulden. | 28931605 | BW   |
| 53° 14′ 13″ N, 10° 29′ 24″ O | Lüneburg 56, Grabhügel                 | Leicht oval, Nord-Süd orientiert, L. 16,5 m; Br. 13,5 m; H. 1,2 m. Rand abgesetzt. Durch die Hügelmitte läuft ein bis zu 0,6 m tiefer Grenzgraben. Der Ost-Teil durch den Grenzgrabenaushub erhöht. | 28931607 | BW   |
| 53° 13′ 45″ N, 10° 29′ 29″ O | Lüneburg 57, Grabhügel                 | Rund, Dm. 20,5 m; H. 1,4 m. Rand abgesetzt. Am Ost-Rand Schneise in Nord-Süd Richtung. Über den West-Bereich Schneise mit Fahrspur in Richtung Nord-Süd. | 28931609 | BW   |
| 53° 14′ 32″ N, 10° 30′ 18″ O | Lüneburg 60, Grabhügel                 | Rund, Dm. 14,5 m; H. 1,35 m. Rand abgesetzt. | 28931613 | BW   |
| 53° 14′ 31″ N, 10° 30′ 18″ O | Lüneburg 61, Grabhügel                 | Fast rund, Dm. 12 m; H: 0,6 m. Kuppe abgeflacht, Rand auslaufend. | 28931615 | BW   |
| 53° 14′ 27″ N, 10° 30′ 17″ O | Lüneburg 62, Grabhügel                 | Fast rund, Dm. 16 m; H. 1,5 m. Rand abgesetzt. Alte Nord-Süd orientierte Fahrspur. | 28931617 | BW   |
| 53° 16′ 17″ N, 10° 25′ 54″ O | Lüneburg 64, Grabhügel                 | Fast rund, Dm. 16 m; H. 1,4 m. Kuppe abgeflacht, Rand abgesetzt. | 28931619 | BW   |
| 53° 14′ 40″ N, 10° 29′ 21″ O | Lüneburg 76, Grabhügel                 | Fast rund, Dm. 19 m; H. 1,5 m. Rand schwach abgesetzt. In der Kuppe eine Mulde, Dm. 4 m; T. 0,4 m, darin kleine alte Eingrabung. Im Ost-Bereich eine Nord-Süd orientierte Schneise mit Fahrspur. | 28931621 | BW   |
| 53° 14′ 40″ N, 10° 29′ 23″ O | Lüneburg 77, Grabhügel                 | Rund, Dm. 14 m; H. 0,9 m. Rand auslaufend. Über die West-Hälfte führt eine Nord-Süd orientierte Schneise mit Fahrspur. Flache Pflanzfurchen. | 28931719 | BW   |
| 53° 13′ 37″ N, 10° 26′ 35″ O | Lüneburg 85, Grabhügel                 | Rund, Dm. 14,5 m; H. 0,7 m. Kuppe abgeflacht. Im West-Bereich Eingrabung. L. 1,5 m; Br. 1,5 m; T. 0,3 m. | 28931721 | BW   |
| 53° 14′ 55″ N, 10° 23′ 45″ O | Lüneburg 110, Burg                     | Auf dem Kalkberg, im Nordwesten der Altstadt ist der Standort einer ehemaligen Burg. Von der in der Mitte des 10. Jahrhunderts errichteten Burg und dem St.-Michaelis-Kloster sind obertägig keinerlei Reste mehr feststellbar. Aufgrund der Zerstörung der Burg durch die Einwohner der Stadt im Jahre 1371, der jahrhundertelangen Nutzung als Kalkbruch und der Errichtung von Nachfolgebauten dürften auch im Untergrund die Spuren zum größten Teil vernichtet sein. | 28931723 | BW   |
| 53° 15′ 7″ N, 10° 24′ 19″ O  | Lüneburg 136, Teil d. Stadtbefestigung | Am Nord-Rand der Altstadt ist das eindrucksvollste erhaltene Teilstück der Stadtbefestigung, bestehend aus Innenmauer, Wall, Außenmauer, Graben und einer vorgesetzten Bastion im westlichen Teil. Die Anlage ist auf ca. 430 m L. erhalten, die Wallbreite beträgt an der Sohle bis zu 40 m, die Breite der Wallkrone misst bis zu 11 m, die Höhe nach Norden zum breiten Wallgraben (Liebesgrund) hin beträgt bis 14 m und nach Süden zum Pflaster der Straße hinter der Bardowicker Mauer bis 9 m. Im Süden ist die Befestigung fast auf ganzer Länge von der Bardowicker Mauer begrenzt, die bis zu 7,5 m Höhe erhalten ist. | 28931358 | BW   |
| 53° 14′ 41″ N, 10° 24′ 6″ O  | Lüneburg 137, Salinenplatz             | Gelände zur Salzgewinnung mit dem ehemaligen Siedehaus, Schachtgebäude, Soleschacht, Solebehälter, Lagerhaus, dem „Solberg“, der Teil der Stadtbefestigung war und weiteren Gebäuden. Die Gebäude sind zugleich Baudenkmale. Der erste schriftliche Nachweis der Salzgewinnung in Lüneburg stammt aus dem Jahre 956. Ab dem 13. Jh. ist das Vorhandensein von Siedehäusern überliefert, die bis um 1800 existiert haben sollen. Das ehemalige Salinenareal ist heute weitgehend überbaut und erstreckt sich im Untergrund auch nördlich des Grabungsschutzgebietes.                                                              | 28933313 | BW   |
| 53° 15′ 12″ N, 10° 30′ 15″ O | Lüneburg 170, Landwehr                 | | 37670630 |      |
| 53° 12′ 51″ N, 10° 23′ 57″ O | Lüneburg 171, Stauanlage               | Reste einer Stauanlage. Breite der Dammkrone beträgt bis 2 m; Breite der Basis bis 18 m. Höhe bis 3,3 m. Zum ansteigenden Gelände hin läuft der Damm aus. In der Anlage eine Unterbrechung durch Mühlenbach sowie Waldweg nördlich davon. Nach Aussage eines Anwohners handelt es sich um eine ehemalige Staufstufe einer ausgegangenen Mühle. | 28935612 | BW   |
| 53° 12′ 47″ N, 10° 24′ 40″ O | Lüneburg 172, Wege-/ Straßendamm       | Stauanlage südwestlich und nordöstlich des Hasenburger Mühlenbaches. Die Breite der Damm-Krone beträgt bis 6,5 m; die Breite der Basis bis 23 m; die Höhe bis 1,8 m. Zum ansteigenden Gelände und zum Waldweg läuft der Wall aus. Mittig wird er durch den Mühlenbach unterbrochen. | 28935614 | BW   |
| 53° 15′ 4″ N, 10° 29′ 19″ O  | Lüneburg 196, Grabhügel                | Fast rund, Dm. 14 m; H. 0,7 m. Rand auslaufend. Etwa über die Hügelmitte ein leicht eingetiefter, Nord-Süd orientierter Weg, dadurch Kuppe abgeplattet. | 28931727 | BW   |
| 53° 15′ 1″ N, 10° 29′ 21″ O  | Lüneburg 197, Grabhügel                | Fast rund, Dm. 16 m; H. 1 m. Im West-Bereich eine alte Eingrabung. Oberfläche ist unregelmäßig. Süd-Rand durch Graben in Richtung Ost-West angeschnitten, dort der Rand steil abfallend, sonst abgesetzt. | 28931729 | BW   |
| 53° 16′ 54″ N, 10° 24′ 21″ O | Lüneburg 324, Warte (Goseburg)         | Die Warte besteht heute aus einem annähernd quadratischen Plateau. Ehemals war sie von einem Graben umgeben, heute wird die Anlage im Westen, Norden und Osten von einer Baumreihe gesäumt, im Süden ein Gebäude aus dem 19. Jh., dessen Fundamente eventuell auf ältere Gebäude zurückgehen. | 28932029 | BW   |
| 53° 12′ 46″ N, 10° 24′ 43″ O | Lüneburg 330, Furt                     | | 28935616 | BW   |
| 53° 15′ 51″ N, 10° 30′ 14″ O | Lüneburg 401, Schnedehügel             | Runder steil geböschter Schnedehügel, Dm. 8 m; H. 1,5 m. Teil der seit 1418 bestehenden Grenze der Lüneburger Weide- und Jagdgerechtigkeit. | 28934620 | BW   |
| 53° 15′ 46″ N, 10° 30′ 22″ O | Lüneburg 402, Schnedehügel             | Runder Schnedehügel, Dm. 5 m und H. 0,4 m. Zentrale Kuppenmulde. Teil der seit 1418 bestehenden Grenze der Lüneburger Weide- und Jagdgerechtigkeit. | 28934622 | BW   |
| 53° 13′ 38″ N, 10° 26′ 32″ O | Lüneburg 417, Grabhügel                | Rundlich, Dm. ca. 23 – 24 m, H. ca. 0,8 – 1 m. Von der Mitte nach Südosten eine große Eingrabung (2,0 × 2,8 m, T. ca. 0,4 m), vermutlich eine Raubgrabung. | 48833356 | BW   |
| 53° 13′ 38″ N, 10° 30′ 17″ O | Lüneburg 419, Grabhügel                | Rundlich, Dm. ca. 16 m, H. ca. 0,4 m, H. im Süden ca. 0,5 – 0,6 m. Auf Geländekuppe aufgesetzt. Kopfgroße Steine, darunter ein kleiner Mahlstein, am Südrand auch größere Steine sichtbar. An Südseite führt Schneise vorbei. | 48837824 | BW   |
| 53° 13′ 44″ N, 10° 30′ 14″ O | Lüneburg 420, Grabhügel                | Rund, Dm. ca. 15 – 16 m, H. ca. 0,8 m. Unregelmäßige Oberfläche, durch Rückespuren, Pflanzfurchen, Baumwürfe und eine zentrale Eingrabung gestört wird. Südlich fällt das Gelände ab. | 48838859 | BW   |

### Lüneburg 59
ID:28930928; Ca. 200–250 m südlich der Straße nach Dannenberg (B 216), ca. 150–250 m westlich der Neuen Lüneburger Landwehr liegt eine Gruppe von zwei größeren (Durchmesser 18 – 19 m) und drei mittelgroßen (Durchmesser 10–12,5 m bzw. Länge 13 m) Grabhügeln. Höhe 0,45 m – 1,2 m. FStNr. 59 ist unbeschädigt, die übrigen weisen unterschiedliche Beschädigungen auf.

| Lage                         | Bezeichnung  | Beschreibung | ID       | Bild |
| ---------------------------- | ------------ | --- | -------- | ---- |
| 53° 13′ 50″ N, 10° 29′ 55″ O | Lüneburg 58  | Oval, Dm. ca. 15 m (N-S), ca. 13 m (O-W) und H. ca. 0,5 m. Von Pflanzfurchen in N-S-Richtung überzogen und ist durch Anpflanzungen stark auseinandergepflügt.                                          | 28931611 | BW   |
| 53° 13′ 50″ N, 10° 29′ 55″ O | Lüneburg 59  | Fast rund, Dm. 12,5 m; H. 0,45 m. Kuppe abgeflacht, Rand auslaufend. | 28930930 | BW   |
| 53° 13′ 50″ N, 10° 29′ 58″ O | Lüneburg 184 | Ehemals fast rund, Dm. 19 m; H. 0,7 m. Innenbereich ausgekoffert (Vertiefung Ost-West orientiert; L. 10 m; Br. 8 m). Randbereiche ungestört.                                                           | 28931565 | BW   |
| 53° 13′ 51″ N, 10° 29′ 58″ O | Lüneburg 185 | Nördlicher und besonders nordwestliche Teil abgetragen, daher heute sichelförmig, mit Ost-West Orientierung. L. 13 m; Br. 9 m; H. 1,2 m. Am Südost-Rand Hügel abgegraben.                              | 28931567 | BW   |
| 53° 13′ 50″ N, 10° 29′ 59″ O | Lüneburg 186 | Fast rund, Dm. 18 m; H. 1,2 m. West-Rand angeschnitten, Oberfläche der westlichen Böschung unregelmäßig (getreppt). Im Bereich des Nord-Randes eine Mulde.                                             | 28931569 | BW   |
| 53° 13′ 50″ N, 10° 30′ 0″ O  | Lüneburg 187 | Ehemals rund, Dm. 10 m; H. 0,6 m. Kuppe abgeflacht, Ost-Rand abgetragen. Oberfläche unregelmäßig. Im Bereich des Nordwest-, Nordost- und Ost-Randes Mulden, am Nord-Rand ein Schützenloch eingegraben. | 28931571 | BW   |

## Ochtmissen
| Lage                         | Bezeichnung              | Beschreibung | ID       | Bild |
| ---------------------------- | ------------------------ | --- | -------- | ---- |
| 53° 16′ 27″ N, 10° 22′ 7″ O  | Ochtmissen 13, Grabhügel | Oval, Ost-West orientiert, L. 9 m; Br. 7,5 m; H. 0,7 m. Rand auslaufend. Süd-Rand wird angeschnitten durch Weg. | 28931218 | BW   |
| 53° 16′ 36″ N, 10° 22′ 1″ O  | Ochtmissen 14, Grabhügel | Dm. 13 m; H. 1 m. Im Ost-Bereich verläuft ein flacher, Nord-Süd orientierter Graben, darin ein Granitstein. Rand schwach abgesetzt. Am Ost-Rand verläuft eine alte Nord-Süd orientierte Holzrückspur. | 28931220 | BW   |
| 53° 16′ 35″ N, 10° 22′ 8″ O  | Ochtmissen 15, Grabhügel | Oval, Nord-Süd orientiert, L. 21,5 m; Br. 18 m; H. 1 m. Kuppe abgeflacht, Rand schwach abgesetzt. Einige Pflanzfurchen in Richtung Ost-West. | 28931222 | BW   |
| 53° 16′ 29″ N, 10° 22′ 9″ O  | Ochtmissen 20, Grabhügel | Fast rund, Dm. 17 m; H. 0,9 m. Kuppe abgeflacht, Rand auslaufend. Von Pflanzfurchen überzogen. | 28931224 | BW   |
| 53° 16′ 39″ N, 10° 22′ 16″ O | Ochtmissen 21, Grabhügel | Nordost-Bereich abgetragen, heute oval und Nordwest-Südost orientiert. L. 16,5 m; Br. 12 m; H. 1,2 m. Im Osten eine große Eingrabung (4,5 × 3 m, T. bis 0,75 m), darin ein Findling. Ost-Rand durch Acker etwas angeschnitten. Am Südwest-Rand eine kleinere Eingrabung. Wenige Granitsteine sichtbar. | 28931226 | BW   |
| 53° 17′ 10″ N, 10° 22′ 4″ O  | Ochtmissen 43, Landwehr  | Die „Alte Landwehr“ besteht aus einem Außengraben („Landwehrgraben“), drei bis fünf Wällen mit dazwischenliegenden Gräben und einem Innengraben und hat eine Breite von 35 bis etwas über 50 m. Der Erhaltungszustand variiert in einigen Abschnitten; teilweise sind nur noch einzelne Wälle erhalten, die Gräben sind verfüllt oder die Anlage ist fast vollständig eingeebnet. Besonders gut erhalten ist die Landwehr im etwa Nord-Süd verlaufenden Bereich südlich von Bardowick, durch Vögelsen hindurch bis nördlich von Reppenstedt. | 45856299 | BW   |
| 53° 16′ 30″ N, 10° 21′ 55″ O | Ochtmissen 53, Grabhügel | Flach gewölbt, rund, Dm. ca. 19 m, H. ca. 1 m. Im Norden durch Graben angeschnitten. Oberfläche unregelmäßig, Alte Tierbauten. Im Nordwest-Rand eine große, längliche, Ost-West orientierte Eingrabung (L. ca. 3 m, Br. ca. 0,5–1,2 m, T. bis ca. 0,6 m). Über den Ost-Rand läuft in Nord-Süd Richtung ein Zaun. | 48859534 | BW   |
| 53° 16′ 29″ N, 10° 21′ 56″ O | Ochtmissen 54, Grabhügel | Rundlich, Dm. ca. 19 m, H. ca. 0,8 m. Kuppe abgeflacht, Oberfläche unregelmäßig. An den Rändern durch alte Fahrspuren etwas abgetragen. Flacher Graben verläuft in Ost-West Richtung mittig über den Hügel, im Ost-Bereich verläuft in Nord-Süd Richtung ein Zaun. Alte Tierbauten. | 48859761 | BW   |
| 53° 16′ 29″ N, 10° 21′ 54″ O | Ochtmissen 55, Grabhügel | Rundlich, Dm. ca. 12 m, H. ca. 0,5–0,6 m. Kuppe abgeflacht, Oberfläche unregelmäßig. Über südlichen Hügelfuß verläuft ein Ost-West orientierter Graben, über nördlichen Hügelfuß verläuft eine Ost-West orientierte Fahrspur. Alte Tierbauten. | 48859800 | BW   |
| 53° 16′ 31″ N, 10° 22′ 6″ O  | Ochtmissen 59, Grabhügel | Oval, flach, in Ost-West Orientierung. L. ca. 16 m, Br. ca. 14,5 m, H. ca. 0,5 m. Eventuell ehemals rund,Ost-West orientierte Fahrspuren nördlich und südlich. Oberfläche unregelmäßig und leicht zerwühlt. Alte Baumwürfe. | 48860138 | BW   |
| 53° 16′ 30″ N, 10° 22′ 8″ O  | Ochtmissen 60, Grabhügel | Rundlich, flach, Dm. ca. 20 m, H. ca. 0,5 m. Rand leicht abgesetzt, Oberfläche unregelmäßig. Über Kuppe läuft in Ost-West Richtung der Rest eines Rodungswalls. Über die Nord-Hälfte läuft ein Weg in Ost-West Richtung. Am Nord-Rand alter Baumwurf. Tierbauten. | 48860203 | BW   |

### Ochtmissen 1
ID:28932763; Ca. 1,3 km westlich von Ochtmissen, etwa 0,27 km östlich der Landwehr: 21 dicht beieinanderliegende Grabhügel, davon sind achtzehn rund oder fast rund, Durchmesser 7–24 m; H. 0,2–1,5 m. und drei oval, Länge 7–17 m; Breite 6–14,5 m; Höhe 0,3–1,4 m.

| Lage                         | Bezeichnung   | Beschreibung | ID       | Bild |
| ---------------------------- | ------------- | --- | -------- | ---- |
| 53° 16′ 30″ N, 10° 21′ 59″ O | Ochtmissen 1  | Fast rund, Dm. 24 m; H. 1,5 m. Nordöstlich der Mitte große alte Eingrabung, Ost-West orientiert, 4,5 × 2,5 m; T. bis 0,4 m. Rand schwach abgesetzt. Weitere Eingrabungen überwiegend im Süd-Bereich.                                    | 28931098 | BW   |
| 53° 16′ 31″ N, 10° 22′ 0″ O  | Ochtmissen 2  | Fast rund, Dm. 8 m; H. 0,5 m. Rand auslaufend, von Pflanzfurchen überzogen. Nord-Rand von Ost-West orientierter Fahrspur angeschnitten.                                                                                                 | 28931100 | BW   |
| 53° 16′ 31″ N, 10° 21′ 59″ O | Ochtmissen 3  | Unregelmäßig, leicht rund, Dm. 17 m; H. 1,3 m. Südwestlich der Mitte eine Eingrabung, L. 3 m; Br. 2 m; T. 0,6 m. Einige kleine Mulden. Nordost-Rand durch Weg angeschnitten.                                                            | 28931102 | BW   |
| 53° 16′ 31″ N, 10° 22′ 0″ O  | Ochtmissen 4  | Fast rund,Dm. 12 m; H. 1 m. Am Nord- und Süd-Rand je eine Ost-West orientierte Holzrückspur. | 28931104 | BW   |
| 53° 16′ 32″ N, 10° 21′ 59″ O | Ochtmissen 5  | Fast rund, Dm. 11 m; H. 0,8 m. In der Kuppe eine Mulde, Rand schwach abgesetzt. Am Nord- und West-Rand verlaufen alte Fahrspuren. | 28931106 | BW   |
| 53° 16′ 32″ N, 10° 22′ 0″ O  | Ochtmissen 6  | Oval, Ost-West orientiert, L. 14 m; Br. 12 m; H. 1,1 m. Am West- und Süd-Rand schwach eingetiefte Fahrspur. Von flachen Pflanzfurchen überzogen.                                                                                        | 28931108 | BW   |
| 53° 16′ 31″ N, 10° 22′ 1″ O  | Ochtmissen 7  | Fast rund, Dm. 8 m; H. 0,6 m. Von Pflanzfurchen überzogen. Rand auslaufend. Im Nord-Bereich eine Ost-West orientierte, alte Holzrückspur.                                                                                               | 28931110 | BW   |
| 53° 16′ 32″ N, 10° 22′ 1″ O  | Ochtmissen 8  | Fast rund, Dm. 7 m; H. 0,5 m. Rand auslaufend. | 28931112 | BW   |
| 53° 16′ 31″ N, 10° 22′ 1″ O  | Ochtmissen 9  | Rund, Dm. 7 m; H. 0,5 m. Kuppe abgeflacht, Rand auslaufend. Von flachen Pflanzfurchen überzogen. | 28931210 | BW   |
| 53° 16′ 32″ N, 10° 22′ 2″ O  | Ochtmissen 10 | Fast rund, Dm. 9 m; H. 0,7 m. Rand auslaufend. Im Süd-Bereich eine Ost-West orientierte, alte Holzrückspur. | 28931212 | BW   |
| 53° 16′ 31″ N, 10° 22′ 2″ O  | Ochtmissen 11 | Rund, Dm. 7 m; H. 0,5 m. Rand auslaufend. Von flachen Pflanzfurchen überzogen. Am Nord-Rand eine Ost-West orientierte Holzrückspur. | 28931214 | BW   |
| 53° 16′ 31″ N, 10° 22′ 4″ O  | Ochtmissen 12 | Fast rund, Dm. 22 m; H. 1,5 m. Kuppe abgeflacht, Rand schwach abgesetzt. Von flachen Pflanzfurchen überzogen. Am West-Rand kleine, alte Eingrabung. Am Nord-Rand eine Ost-West orientierte Holzrückspur.                                | 28931216 | BW   |
| 53° 16′ 30″ N, 10° 22′ 0″ O  | Ochtmissen 36 | Fast rund, Dm. 8 m; H. 0,5 m. Rand auslaufend. Nord-Rand durch Ost-West orientierten Waldpfad angeschnitten. Am Süd-Rand verläuft Ost-West orientierte alte Holzrückspur. Flache Pflanzfurchen.                                         | 28931228 | BW   |
| 53° 16′ 30″ N, 10° 22′ 0″ O  | Ochtmissen 37 | Fast rund, Dm. 7 m; H. 0,45 m. Rand auslaufend. Am Nordost-Rand eine Mulde. | 28931230 | BW   |
| 53° 16′ 30″ N, 10° 22′ 1″ O  | Ochtmissen 38 | Fast rund, Dm. 7 m; H. 0,4 m. Rand auslaufend. Im Süd-Bereich eine Ost-West orientierte Holzrückspur. Flache Pflanzfurchen. | 28931232 | BW   |
| 53° 16′ 30″ N, 10° 22′ 1″ O  | Ochtmissen 39 | Fast rund, Dm. 8 m; H. 0,5 m. Rand auslaufend. Im Süd-Bereich eine Ost-West orientierte alte Holzrückspur. Flache Pflanzfurchen. | 28931234 | BW   |
| 53° 16′ 30″ N, 10° 22′ 2″ O  | Ochtmissen 40 | Fast rund, Dm. 8 m; H. 0,45 m. Rand auslaufend. Über die Hügelmitte verläuft Ost-West orientierte alte Holzrückspur. Flache Pflanzfurchen.                                                                                              | 28931236 | BW   |
| 53° 16′ 31″ N, 10° 22′ 2″ O  | Ochtmissen 41 | Fast rund, Dm. 8 m; H. 0,4 m. Rand auslaufend, Kuppe abgeflacht. Am Nord-Bereich eine Ost-West orientierte Holzrückspur. Flache Pflanzfurchen.                                                                                          | 28931238 | BW   |
| 53° 16′ 30″ N, 10° 22′ 3″ O  | Ochtmissen 58 | Flach, leicht oval, Ost-West orientiert. Dm. ca. 6 – 7 m, H. ca. 0,3 m. Ehemals eventuell rund, im Norden und Süden des Hügels verlaufen Fahrspuren in Ost-West Richtung. Zwei kleine, frische Eingrabungen am West – Rand.             | 48860101 | BW   |
| 53° 16′ 29″ N, 10° 22′ 0″ O  | Ochtmissen 61 | Rund, Dm. ca. 14 m, H. im Norden ca. 20 cm, H. im Süden ca. 40 cm. Kuppe flach, Oberfläche uneben und zerwühlt. Über den Nord-Teil Zaun in Ost-West Richtung, angrenzend an den nördlichen Hügelfuß eine Ost-West orientierte Fahrspur. | 48860277 | BW   |
| 53° 16′ 30″ N, 10° 22′ 0″ O  | Ochtmissen 62 | Rundlich, Dm. 9–10 m, H. ca. 0,3 m. Wirkt oval, denn am Nord- und Süd-Rand verläuft jeweils eine Ost-West orientierte Fahrspur. Oberfläche sehr unregelmäßig, darin alte Tierbauten.                                                    | 48860360 | BW   |

## Oedeme
| Lage                         | Bezeichnung            | Beschreibung | ID       | Bild |
| ---------------------------- | ---------------------- | --- | -------- | ---- |
| 53° 13′ 17″ N, 10° 23′ 29″ O | Oedeme 16, Wegespuren  | Reste des „Hessenkarrenweg“. Es handelt sich dabei um Nordnordost-Südsüdwest verlaufende Wegespuren. L. bis 140 m. Obere Br. bis 6 m. Br. der Sohle bis 1,5 m. T. bis 1 m. | 28930148 | BW   |
| 53° 13′ 10″ N, 10° 23′ 21″ O | Oedeme 17, Wegespuren  | Reste des „Hessenkarrenweg“. Nordnordost-Südsüdwest verlaufende Wegespuren. L. bis 120 m. Obere Br. bis 5,5 m. Br. der Sohle bis 2 m. T. bis 0,8 m. Nach Norden auslaufend und verwaschen. | 28932244 | BW   |
| 53° 13′ 10″ N, 10° 23′ 25″ O | Oedeme 18, Wegespuren  | Reste des „Hessenkarrenweg“. Nordnordost-Südsüdwest orientiert. L. bis 120 m. Obere Br. bis 5 m; Br. der Sohle bis 1,5 m; T. bis 0,7 m.Nach Norden auslaufend und verwaschen. | 28932246 | BW   |
| 53° 14′ 4″ N, 10° 19′ 59″ O  | Oedeme 20, Befestigung | Von der ursprünglichen Gestalt der Burg ist nur die Existenz eines Bergfrieds überliefert, wobei Gerhard Osten sogar von mehreren schreibt. Seine Reste waren im 19. Jh. noch vorhanden, sein Standort noch in den 1960er Jahren gut zu erkennen. Heute ist nur noch eine rundliche Grabenanlage von ca. 78 m Durchmesser sichtbar, die noch teilweise wasserführend ist. | 28935610 | BW   |
| 53° 14′ 19″ N, 10° 20′ 23″ O | Oedeme 21, Grabhügel   | Fast rund, Dm. 22 m; H. 1,4 m. Kuppe leicht nach Westen abgeflacht. Oberfläche unregelmäßig, darin viele flache Mulden und Vertiefungen. | 28931699 | BW   |

## Rettmer
| Lage                         | Bezeichnung           | Beschreibung | ID       | Bild |
| ---------------------------- | --------------------- | --- | -------- | ---- |
| 53° 11′ 47″ N, 10° 22′ 29″ O | Rettmer 30, Grabhügel | Oval, O-W orientiert, L. 15 m, Br. 10 m und H. 0,45 m. Kuppe abgeflacht und Rand im N, O und S abgegraben.                                                | 28931709 | BW   |
| 53° 11′ 37″ N, 10° 21′ 41″ O | Rettmer 48, Grabhügel | Ehemals rund, heute nicht mehr deutlich abgesetzt. Dm. ca. 11,5 m; H. ca. 0,5 m. Stark zergraben, darin große zentrale Eingrabung.                        | 28931963 | BW   |
| 53° 11′ 37″ N, 10° 21′ 43″ O | Rettmer 49, Grabhügel | Ehemals rund, Dm. von Ost nach West ca. 12 m; H. bis ca. 0,6 m. Von alten Forstspur in Nord-Süd Richtung zweigeteilt. Schwach abgesetzt. Stark zergraben. | 28931965 | BW   |

### Rettmer 1
ID:28932755; Südwestlich von Rettmer, westlich der B209 liegt zwischen der Ziegelei und dem Friedhof ein noch zum Teil erhaltenes Grabhügelfeld. Ursprünglich bestand die Gruppe aus 38 Grabhügeln, neun der Grabhügel (FStNr. 1–9) wurden 1913 ausgegraben, weitere 11 (FStNr. 10–14, 16–21) 1966. Sieben Grabhügel sind heute noch erhalten. Die übrigen wurden ohne Beobachtungen zerstört. Bei der Mehrzahl der Hügel handelt es sich um kleine Grabhügel mit Durchmesser zwischen 5 und 8 m; größere Hügel bis 20 m Durchmesser liegen vor allem im Westen der Gruppe. Höhe der Hügel 0,2–1,2 m.

| Lage                         | Bezeichnung | Beschreibung | ID       | Bild |
| ---------------------------- | ----------- | --- | -------- | ---- |
| 53° 12′ 16″ N, 10° 21′ 22″ O | Rettmer 22  | Fast rund, Dm. 16 m; H. im Westen 1,2 m, H. im Osten 0,5 m. Eine zentrale Eingrabung. Rand auslaufend. Im West-Bereich eine Nord-Süd orientierte Fahrspur.                                                           | 28932250 | BW   |
| 53° 12′ 17″ N, 10° 21′ 23″ O | Rettmer 23  | Ehemals wohl rund, heute durch Abgrabung ovaler mit etwa Ost-West Ausrichtung. L. 16 m; Br. 9 m; H. 1,2 m. Süd-Bereich und Südost-Rand abgegraben.                                                                   | 28932252 | BW   |
| 53° 12′ 13″ N, 10° 21′ 24″ O | Rettmer 24  | Oval, Nordost-Südwest orientiert, L. 10 m; Br. 7 m; H. 0,9 m. Im Zentrum zwei flache Eingrabungen. Im Südost-Bereich durch Acker angeschnitten. Am Ostnordost-Rand zwei eimergroße Granitsteine.                     | 28932254 | BW   |
| 53° 12′ 14″ N, 10° 21′ 25″ O | Rettmer 25  | Rund, Dm. 11 m; H. 0,8 m. Am West-Rand alte Fahrspur. Flache, ovale Kuppenmulde. Am Südwest-Rand ein großer Granitstein.                                                                                             | 28932256 | BW   |
| 53° 12′ 15″ N, 10° 21′ 25″ O | Rettmer 26  | Fast rund, Dm. 13 m; H. 0,9 m. Flache, alte Kuppenmulde. Am Nordwest- und Südost-Rand von alter Fahrspur etwas angeschnitten.                                                                                        | 28932258 | BW   |
| 53° 12′ 15″ N, 10° 21′ 20″ O | Rettmer 36  | Oval, Nord-Süd orientiert, L. 20 m; Br. 17 m; H. 1,2 m. Rand auslaufend, Kuppe neuzeitlich planiert. West-Rand durch Waldweg in Nord-Süd Richtung angeschnitten. Im West-Bereich ein Nord-Süd orientierter Holzzaun. | 28932260 | BW   |
| 53° 12′ 14″ N, 10° 21′ 26″ O | Rettmer 40  | Fast rund, Dm. 6 m; H. 0,6 m. Am Südost-Rand von Acker etwas angeschnitten. | 28932262 | BW   |

### Rettmer 27
ID:28931701; Südlich von Rettmer, 1200 – 1400 m südöstlich der Straße Soltau-Lüneburg (B 209) und 180  – 300 m nordöstlich des Chemiewerkes von Melbeck, bis 120 m nördlich eines Weges, der die Grenze zur Gemarkung Embsen bildet, liegt eine Gruppe von vier Grabhügeln. Durchmesser 14–20 m; Höhe 0,5–1,1 m. An den Hügeln sind verschiedene Beschädigungen vorhanden.

| Lage                        | Bezeichnung | Beschreibung | ID       | Bild |
| --------------------------- | ----------- | --- | -------- | ---- |
| 53° 11′ 32″ N, 10° 22′ 9″ O | Rettmer 27  | Ehemals rund, heute kaum erkennbar, Dm. und H. sind nicht mehr sicher feststellbar. Im Süden durch einen asphaltierten Weg und einen unmittelbar nördlich davon parallel verlaufenden Graben (Br. ca. 1 m, T. ca. 0,3 m) angeschnitten. Größtenteils von Ost-West verlaufenden Rodungswall überlagert. Erkennbare Reste sind zerwühlt und von Tierbauten gestört. | 28931703 | BW   |
| 53° 11′ 33″ N, 10° 22′ 8″ O | Rettmer 28  | Rund, Dm. 16 m; H. 1,1 m. Rand abgesetzt. Im Nord-Bereich eine Eingrabung (L. 4,5 m; Br. 2 m; T. 0,5 m). | 28931705 | BW   |
| 53° 11′ 35″ N, 10° 22′ 6″ O | Rettmer 31  | Rund, Dm. 20 m; H. 1 m. Rand auslaufend. Im Nordost-Bereich kleine alte Eingrabungen (Dm. bis 1,6 m; T. 0,5 m), Nordost-Rand unregelmäßig zergraben. Im West-Bereich ein Nordnordwest-Südsüdost verlaufender Waldweg, eine Ost-West gerichtete Holzrückspur. | 28931711 | BW   |
| 53° 11′ 37″ N, 10° 22′ 6″ O | Rettmer 32  | Fast rund, Dm. 15 m; H. 0,6 m. Ost-West verlaufende Pflanzfurchen , eine Ostnordost-Westsüdwest verlaufende Fahrspur. | 28931713 | BW   |